# Lazarevo (Banja Luka, BiH)
Lazarevo (ćirilično: Лазарево, nekada Budžak) je naselje u sastavu Grada Banja Luka, RS, BiH. Razdijeljeno je u dvije mjesne zajednice:
- Lazarevo 1
- Lazarevo 2.

## Zemljopisni položaj
Lazarevo je naseljeno mjesto u sjevernom dijelu Banjaluke. Seže od Kumsala do Derviša i od obale Vrbasa, do Novakovića, Drakulića i Petrićevca.

## Stanovništvo
Prije 90-ih naselje Lazarevo bilo je podijeljeno na četiri mjesne zajenice. Prema Popisu stanovništva u Bosni i Hercegovini 1991., ovo naselje je imalo 15.786 stanovnika. Od toga 8642 ili 54,7 % Srbi, 1068 ili 6,7 % muslimani, 2913 ili 18,4 % Hrvati, 2309 ili 14,62 % Jugoslaveni i 854 ili 5,4 % ostali.

## Povijest
Prvobitno naselje Budžak (današnje Lazarevo) bilo je smješteno uz obalu Vrbasa, podalje od prilaznog puta Banjaluci sa sjeverne strane. To je područje Šeginog puta i dijela Predgrađa. Na istom prostoru 1864. godine postojalo je neznatno budžačko selo sa šest domaćinstava i pedeset članova. Lipovci su na spomenutom području živjeli i prije spomenutog vremena. Biskup fra Pavo Dragičević 1741. godine nalazi u Motikama porodicu Bartola Lipovca s pet članova. Tada su Motike još uvijek bile velike i pružale se do budžačkih ravni. S druge strane, koncem 18. stoljeća nalazimo ih u Mađiru. Za župnikovanja fra Josipa Valentića u Banjaluci (1785. – 1786.) drugi svećenik bosančicom je zapisao u matici krštenih: "Ja fra Stipan Gutić od Travn(ika) krs(tih) Iliu s(ina) Petra Lipovca iz Magira..."
U 19. stoljeću u Budžak doseljavaju Pavlovići, koji s drugim naseljenicima formiraju Pavlovića put. Ti novi stanovnici Budžaka ne grade svoje domove uz gradišku cestu, tako da je potkraj turske vladavine prostor uz tu saobraćajnicu bio pust i nenaseljen. Ljudi su se osjećali sigurniji u naseljima koja su smještena podalje od glavnih putnih pravaca.
U vremenu austrougarske uprave Budžak se počeo vezivati uz gradišku cestu. Godine 1879. dolaze č. sestre Predragocijene krvi i nastanjavaju se na "Pjesku", s druge strane spomenute saobraćajnice. Tada se od Zalužana trasira pruga kroz Derviše i budžačku ravnicu.
U trokutu između starog Budžaka uz Vrbas, novijeg s doseljenicima bliže gradiškoj cesti i Kumsala gradi se željeznička stanica koja na austrijskim kartama nosi naziv Vorstadt. Stanica je smještena u međuprostoru Budžaka i Kumsala, zahvatajući i njihove naseljene dijelove. Uz stanicu formira se naselje, koje je jednim dijelom smješteno na području Budžaka, ali se ne uklapa u postojeće, nego čini novo naselje Predgrađe.

Tako se željeznička stanica dijelom uvlači između starog i novog dijela Budžaka. Noviji dio naselja formira se oko Pavlovića puta, paralelnog puta koji vodi u Trapiste i uz gradišku cestu. Ovo postaje značajniji dio naselja. Istovremeno se naselje širi ravnicom između ceste i pruge. To je period kada se trapističko imanje širi na Budžak. Vlasništvo samostana "Marija Zvijezda" postaje prostrani kompleks ravnog zemljišta između pruge i Vrbasa, te Plavnice na Širokoj rijeci.

## Galerija
- Samostan u Trapistima
- Pošta
- Zoo vrt BL
- Biljka bambus

## Unutarnje poveznice
- Banja Luka
- Banjolučka biskupija
- Republika Srpska